# Janowicze (rejon dokszycki)
Janowicze – dawna wieś, kolonia i folwark. Tereny, na których leżały, znajdują się obecnie na Białorusi, w obwodzie witebskim, w rejonie dokszyckim, w sielsowiecie Parafianowo.

## Historia
W czasach zaborów w powiecie wilejskim w guberni wileńskiej Imperium Rosyjskiego.
W dwudziestoleciu międzywojennym wieś, kolonia i folwark leżały w Polsce, w województwie wileńskim, w powiecie duniłowickim, od 1926 w powiecie dziśnieńskim, w gminie Parafianów.
Według Powszechnego Spisu Ludności z 1921 roku zamieszkiwało:
- wieś – 25 osób, wszystkie były wyznania rzymskokatolickiego i zadeklarowały polską przynależność narodową. Było tu 6 budynków mieszkalnych[2]. W 1931 w 6 domach zamieszkiwało 39 osób[3].
- folwark  – 21 osób, wszystkie były wyznania rzymskokatolickiego i zadeklarowały polską przynależność narodową. Były tu 4 budynki mieszkalne[2]. W 1931 w 2 domach zamieszkiwało 26 osób[3].
- kolonię  – w 1921 nie istniała[2]. W 1931 w 3 domach zamieszkiwało 18 osób[3].

Spis z 1921 wymienia również leśniczówkę Janowicze. Zamieszkiwało ją 6 osób wyznania prawosławnego, które zadeklarowały polską przynależność narodową. Był tu jeden budynek mieszkalny.
Wierni należeli do parafii rzymskokatolickiej w Parafianowie. Miejscowość podlegała pod Sąd Grodzki w Dokszycach i Okręgowy w Wilnie; właściwy urząd pocztowy mieścił się w Parafianowie.